# Granne
Granne [ˈɡrannɛ] est un village polonais de la gmina de Perlejewo dans le powiat de Siemiatycze et dans la voïvodie de Podlachie. Il se situe à environ 6 kilomètres au sud-ouest de Perlejewo, à 28  kilomètres au nord-ouest de Siemiatycze et à 79 kilomètres au sud-ouest de Białystok.
Le village compte approximativement 320 habitants.
Selon le recenssement de la commune de 1921, ont habité dans le village 354 personnes, dont 340 étaient catholiques, et 14 judaïques. Parallèlement, tous habitants ont déclaré avoir la nationalité polonaise. Dans le village, il y avait 52 bâtiments habitables.